# Type 7700/7800 STIB
Les PCC 7700/7800 sont les premiers véhicules bidirectionnels de la STIB.

## Histoire
L’histoire des motrices 7700 et des motrices 7800 n'est pas tout à fait la même, car à l’origine, les 7700 étaient issues d'un type de véhicules particuliers, les 7500, aujourd'hui quasiment disparu, techniquement comparables aux 7800, mais mono-directionnelles et donc équipées d'un seul poste de conduite et de portes uniquement du côté droit. Les 7500 étaient dotées de la perche traditionnelle de captage du courant, alors que les 7800, destinées à circuler en tunnel, étaient dotées d'origine d'un pantographe.
Les 7500 furent harmonisées avec les 7800 durant les années 1980, lors de leur première rénovation, formant la série des 7700.

### 7700

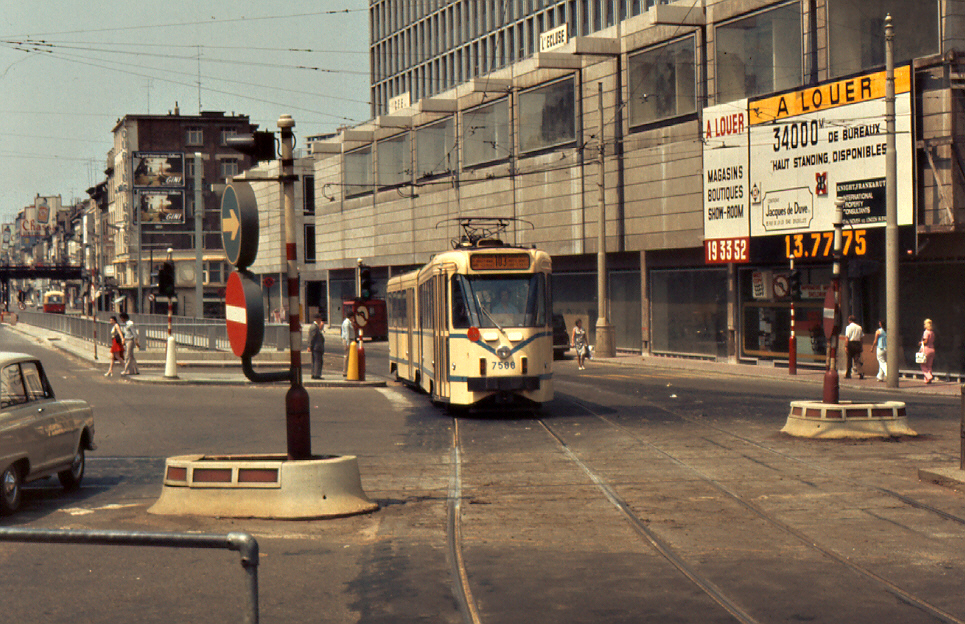
La motrice 7586 sur la ligne 103.

À l’origine, les motrices de type 7700 étaient des motrices unidirectionnelles de type 7500, composées de deux caisses, munies de quatre doubles portes reparties d’un seul côté, dont deux par caisse.
Cette série comptait en tout 98 véhicules qui ne ressemblaient que très peu au véhicule prototype 7501 de 1962, surnommée la «Caroline», à l'aspect proche à la série 7000 et qui a été renuméroté 7500 lors de la livraison de la série.
C’est lors de l’arrivée des 7800 et des 7900 que la STIB entama une importante rénovation qui conduisit à la transformation en véhicules bidirectionnels : ainsi, toutes les 7500, à l’exception de la motrice prototype et de la 7529, calcinée dans les années 1970 à Groot-Bijgaarden, sur le 19, furent transformées, devenant ainsi des 7700, quasiment identiques aux 7800 : par exemple, la 7501 devint la 7701, la 7502 devient la 7702 et ainsi de suite. Toutefois, au début, on pouvait encore différencier les 7700 des 7800 grâce à l'utilisation par les 7700 du même type de film (Girouette) que celui des 7900, qui était plus étroit et était muni d'indicateurs de direction sur les côtés.

### Mise en service

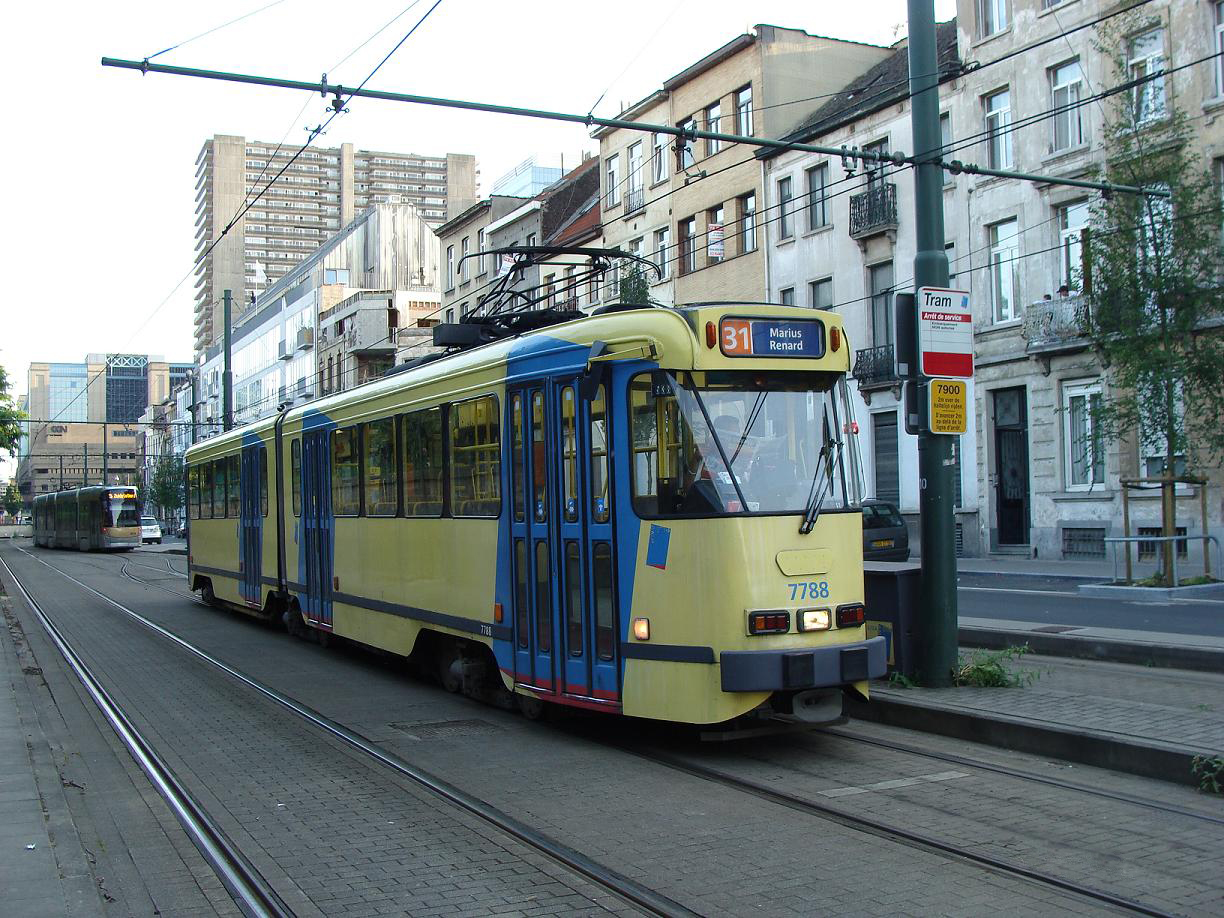
Le PCC 7788 au point de rebroussement de Gare du Nord

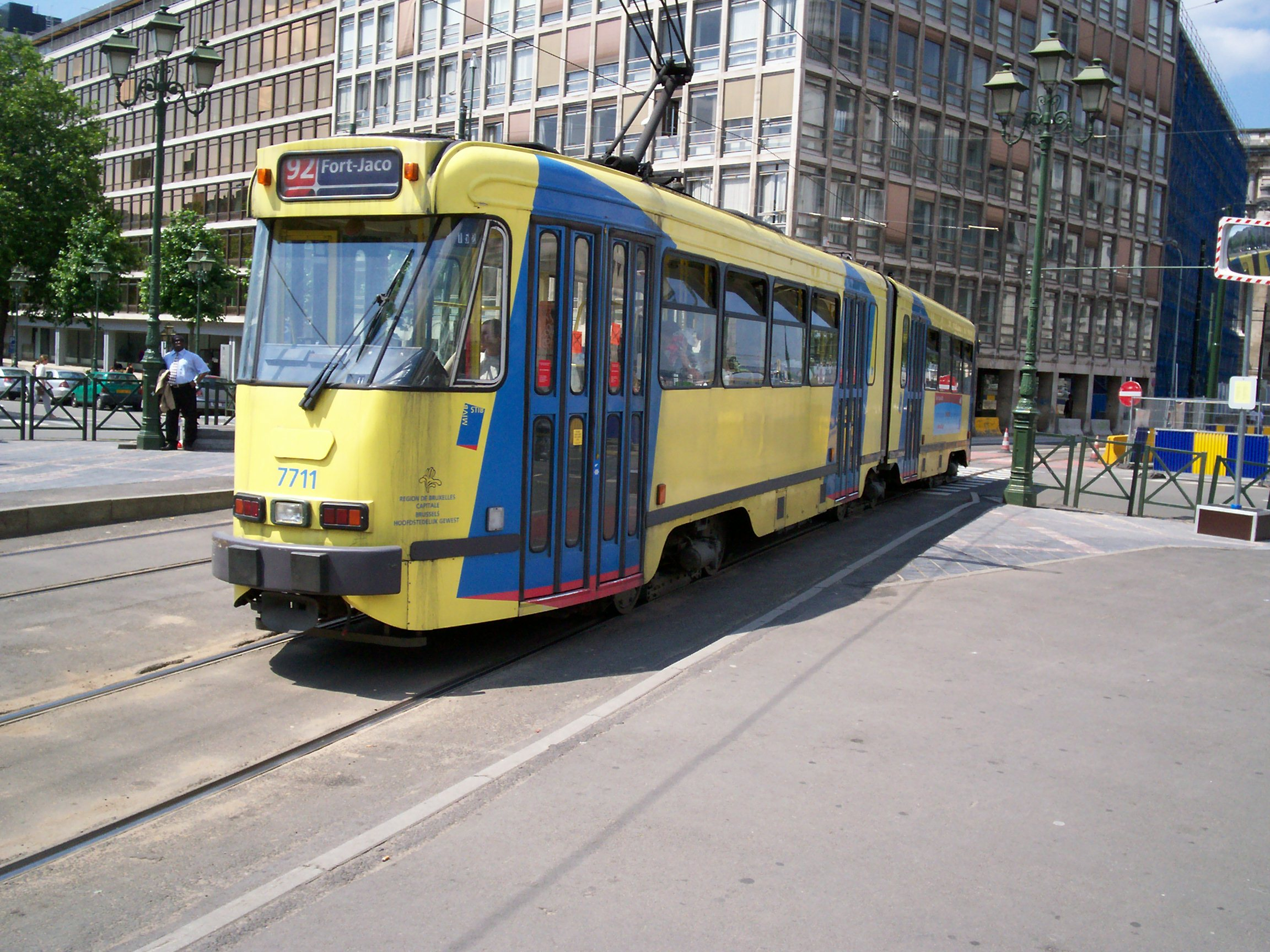
Le PCC 7711 à Louise

La livraison de 30 véhicules (7800) en 1972 fut une révolution énorme par rapport aux PCC 7000/7100 et aux PCC 7500 du fait qu’ils comptent 2 postes de conduites et des portes des deux côtés, permettant l’application de terminus du type « tiroir » : ce sont donc des tramways bidirectionnels.
Le succès époustouflant des nouveaux véhicules a incité la STIB à transformer tous les PCC 7500 en PCC 7700, à l'exception de la 7500 « Caroline ».
Les PCC 7700/7800 sont partagés entre 5 dépôts à Bruxelles.
Quatre motrices ont été renumérotées :
- la 7501 prototype a été renumérotée en 7500
- la 7830 devient 7729 en remplacement de la 7529,
- la 7829 devient 7799,
- la 7828 devient 7800.

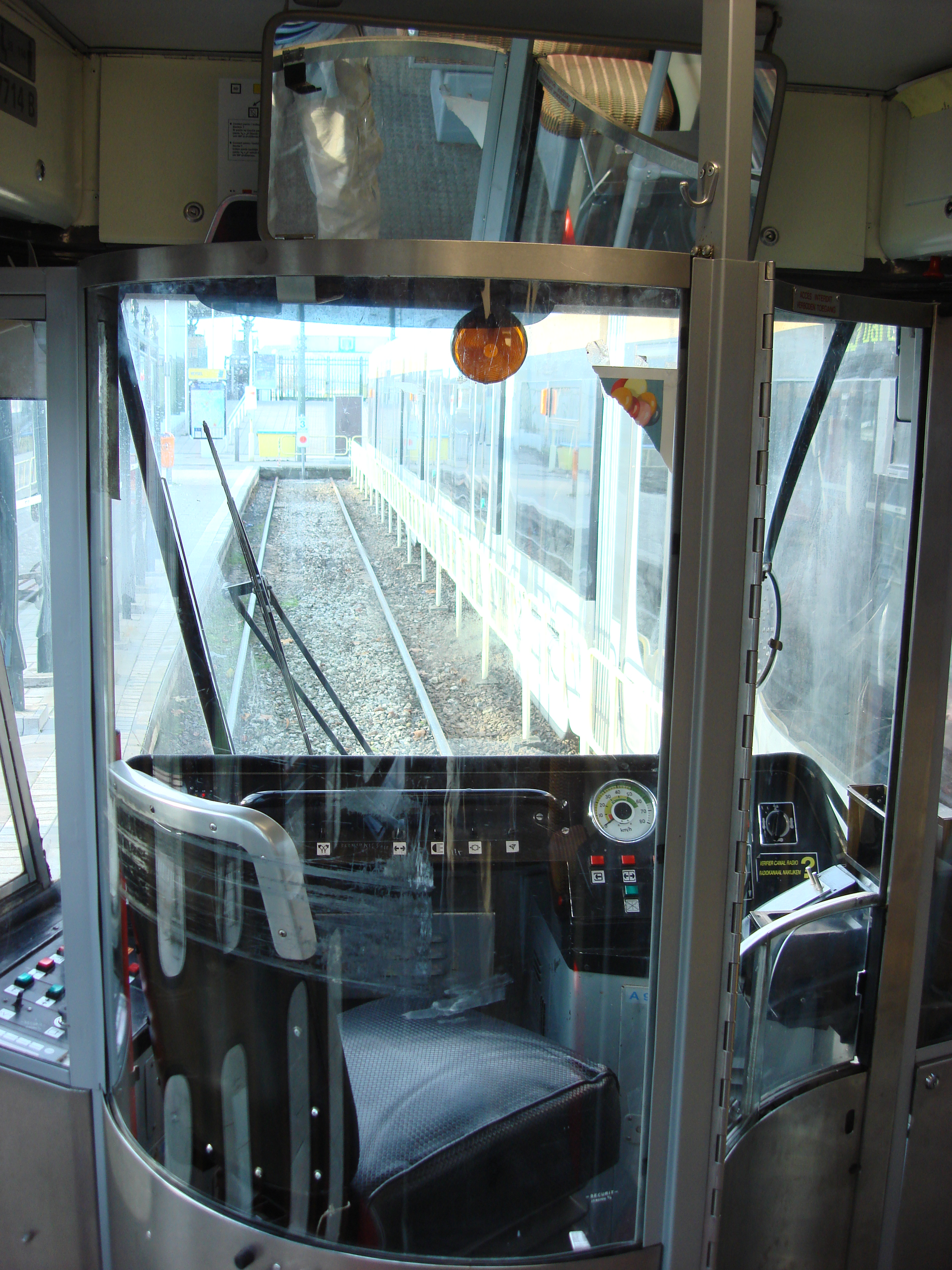
Cabine de conduite
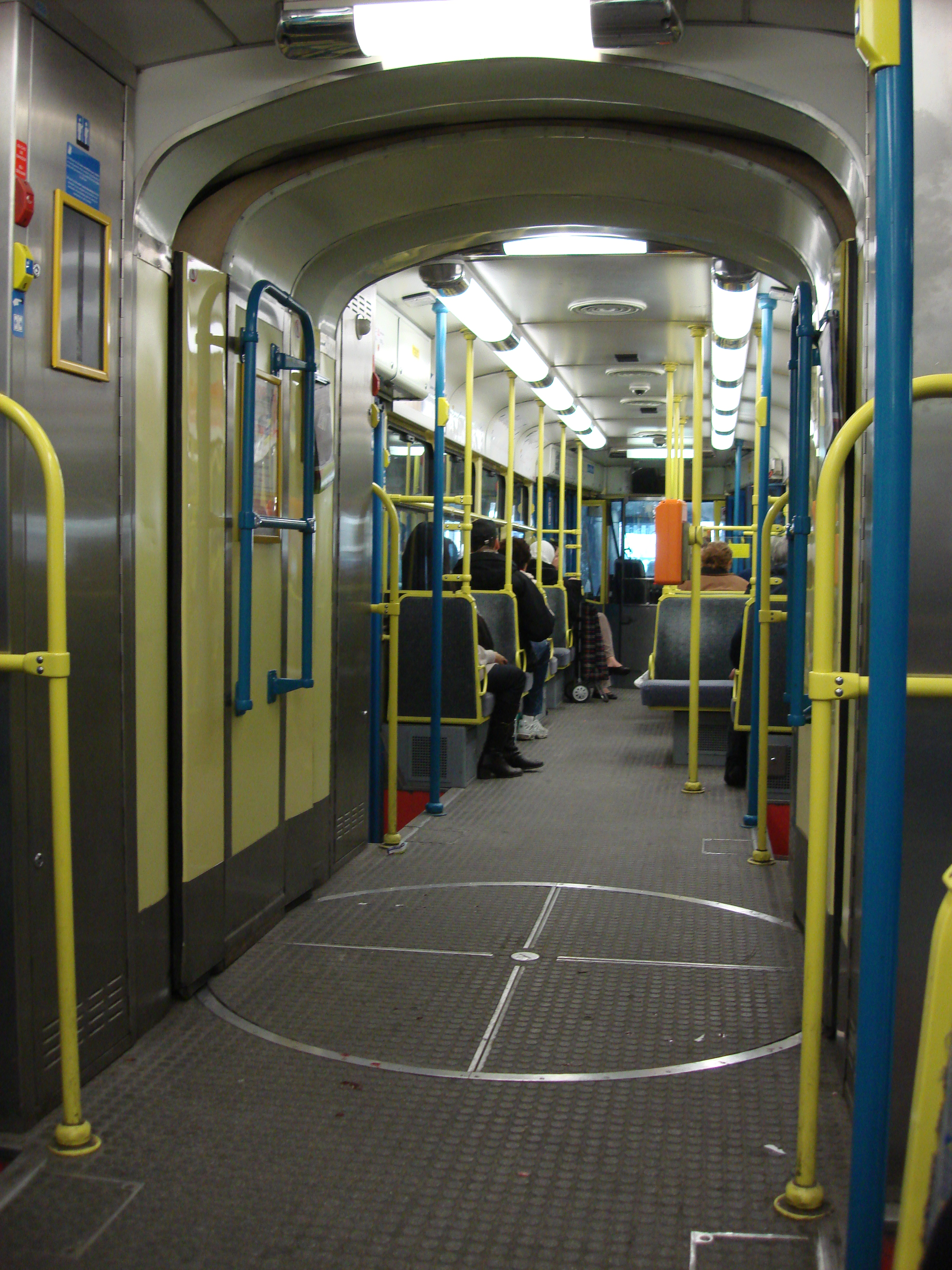
Intérieur d'un PCC 7700 en livrée jaune et bleue au niveau de l'articulation
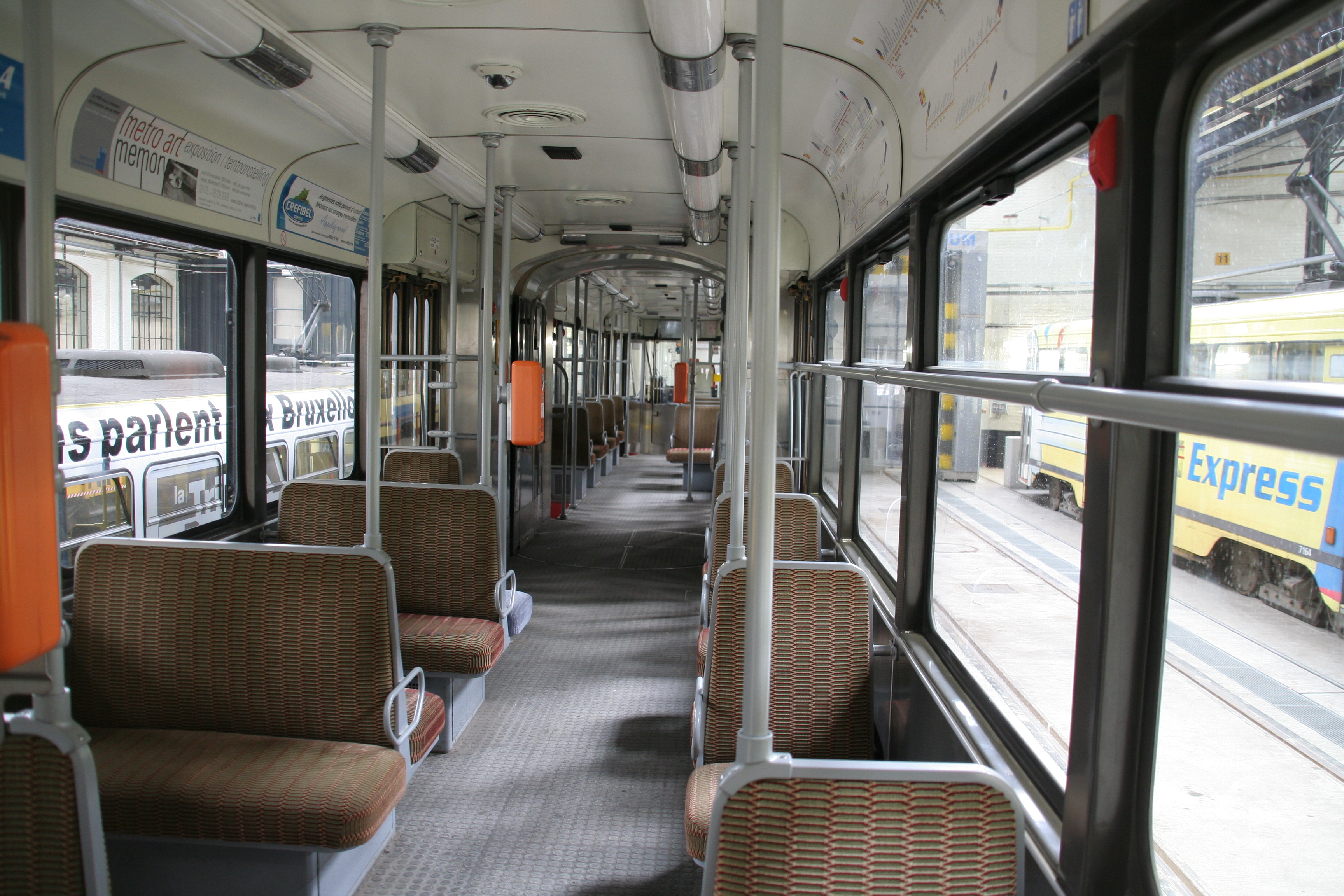
Intérieur d'un PCC 7700 aux nouvelles couleurs du réseau.
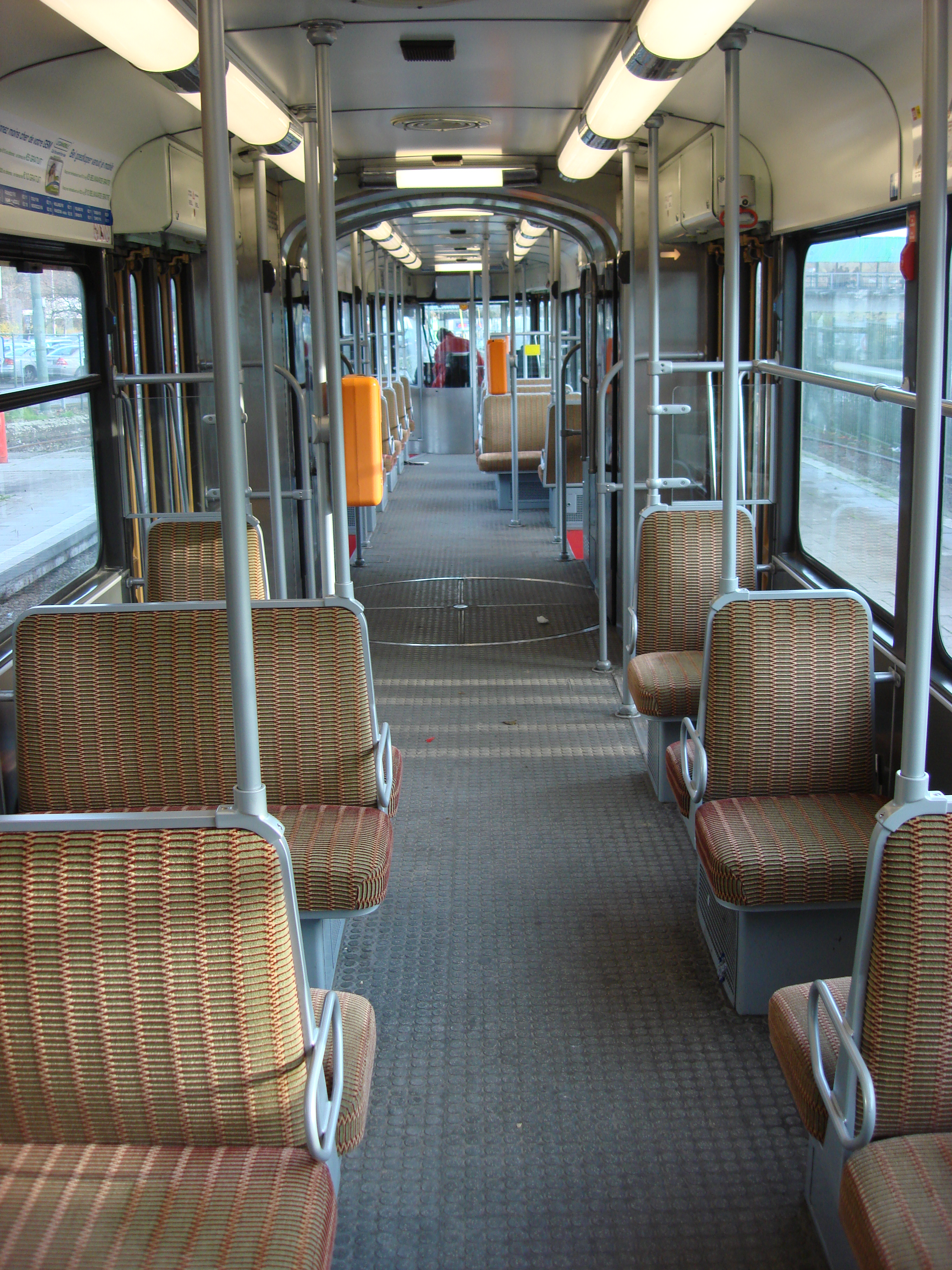
Intérieur d'un PCC 7700 aux nouvelles couleurs du réseau.
Composition des films en mars 2006.

## Caractéristiques
D'après le site de la STIB :
- Nombre de places assises : 38
- Nombre total de places : 152
- Longueur totale : 21,16 m
- Largeur totale : 2,20 m
- Hauteur totale : 3,47 m

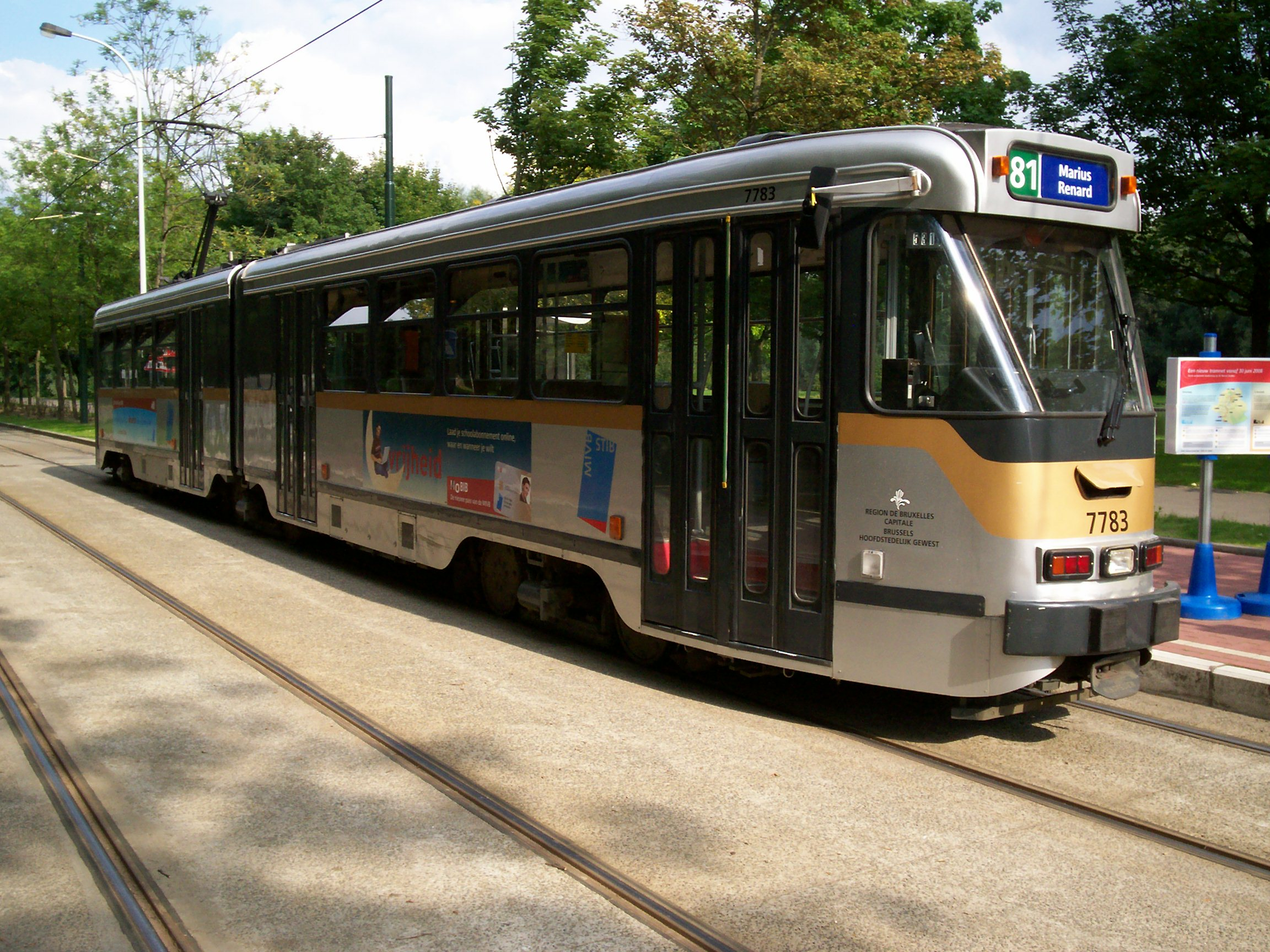
Le PCC 7783 à Marius Renard

- Poids du véhicule : 28,60 tonnes à vide, à 39,24 tonnes, en pleine charge
- Moteurs de traction : 6
- Vitesse maximale : 65 km/h